# Пол Пот
Пол Пот (кхмер. ប៉ុល ពត Pŏl Pôt — псевдоним, от камбоджийского названия северокамбоджийской народности или рабов на плантациях), настоящее имя — Сало́т Сар (кхмер. សាឡុត សរ Salŏt Sâr); 19 мая 1925[…] или 19 мая 1928[…], Прек-Сбаув, Французский протекторат Камбоджа, Французский Индокитай — 15 апреля 1998[…], Анлонгвэнг, Оддармеантьей) — камбоджийский политический и государственный деятель, Генеральный секретарь ЦК Коммунистической партии Кампучии (1963—1981), премьер-министр Кампучии (1976—1979), лидер движения «красных кхмеров». Сам себя относил к последователям марксизма-ленинизма в сталинском варианте реализации, считал себя учеником Сталина, на трудах которого Пол Пот сформировался как государственный деятель. По этой же причине критиковал послесталинское руководство СССР за ревизионизм и отступление от истинного марксизма-ленинизма. Вследствие этого отношения Красных кхмеров с СССР и большинством других стран соцлагеря были враждебными, во внешней политике его режим опирался на поддержку Китая.
Под руководством Пол Пота была предпринята попытка радикальной перестройки общества с целью построения коммунизма, что сопровождалось массовыми репрессиями, этническими чистками и голодом. События его правления, в ходе которых, по разным оценкам, погибло от 1 до 3 миллионов человек, впоследствии стали известны как геноцид в Камбодже. В 1979 году режим Красных кхмеров был отстранён от власти в результате вьетнамского вторжения. Пол Пот скрылся в джунглях Камбоджи и в последующие годы продолжал руководить организацией, которая боролась против Вьетнама и поддерживаемого им режима. В 1998 году Пол Пот был помещён собственными соратниками под домашний арест и вскоре скончался. К судебной ответственности привлечён не был, хотя созданный при поддержке ООН суд позже осудил ряд его соратников по обвинению в геноциде.

## Биография

### Детство и юность
В биографии Пол Пота по сей день есть много белых пятен, поскольку сам он скрывал подробности своей жизни. Известно, что Салот Сар родился, как принято считать, в 1925 году в деревне Прексбаув в зажиточной кхмерской крестьянской семье Пек Салота и Сок Нем, был 8-м из 9 детей. С четырёх лет научился грамоте. Его двоюродная сестра Меак занимала при королевском дворе статус кхун преаб ме неанг (буквально «дама, ответственная за женщин») и являлась наложницей наследного принца Сисовата Монивонга, от которого родила сына Коссарака. Один из старших братьев Салот Сара, Лот Суонг, тоже служил во дворце, а их сестра Салот Роёнг танцевала в королевском балете и также стала наложницей короля Монивонга.
В возрасте 9 лет был отправлен в Пномпень к родственникам. После переезда несколько месяцев провёл прислужником в буддийском монастыре Ват Ботум Ваддей, где изучал кхмерский язык и основы буддизма.
В 1937 году Сар поступил в католическую начальную школу École Miche, где получил основы классического образования. После её окончания в 1942 году Сар продолжил учёбу в Колледже Нородома Сианука в Кампонгтяме, получил профессию столяра-краснодеревщика. Попытка Сара в 1948 году продолжить образование в престижном Лицее Сисовата закончилась неудачей, он не сумел сдать экзамены и был вынужден продолжить обучение в Технической школе в Пномпене.
В 1949 году Салот Сар получил правительственную стипендию для получения высшего образования во Франции. Предполагалось, что он продолжит обучение в профессиональной школе в Лиможе или Тулоне.

### Годы учёбы во Франции
Прибыв в 1949 г. во Францию, Сар отправился в Париж, где начал изучать радиоэлектронику.
Вспоминая первый год своей студенческой жизни в Парижском университете, Сар позже отмечал, что много работал и был хорошим студентом. Летом 1950 года вместе с другими студентами Сар отправился на заработки в Югославию, где около месяца работал в Загребе. В конце того же года в Париж прибыл старый друг Сара — Иенг Сари. Иенг Сари познакомил Салот Сара с Кенг Ваннсаком, патриотически настроенным националистом, с которым учился в Лицее Сисовата. Именно на квартире Кенг Ваннсака начал работать марксистский кружок, инициаторами создания которого были Иенг Сари и Рат Самоён. Среди обсуждаемых в рамках кружка работ был «Капитал» Маркса.
В середине 1952 года Салот Сар под псевдонимом «кхмер Даом» выступает со своим первым политическим произведением — в специальном выпуске журнала камбоджийских студентов «Khmer Nisut» выходит его статья «Монархия или демократия?». Вероятно, в том же году Салот Сар вступил и в Коммунистическую партию Франции. К этому времени Салот Сар потерял интерес к учёбе и был отчислен из университета, пробыв во Франции 3 года.
15 декабря 1952 года он покинул Францию.

### Возвращение в Камбоджу
В январе 1953 года Салот Сар вернулся в Камбоджу и поселился в Пномпене у своего старшего брата Лот Суонга. Через месяц он попытался установить контакт с антифранцузскими партизанскими отрядами, а затем познакомился с местным представителем Коммунистической партии Индокитая (КПИ) — Фам Ван Ба. Салот Сар обратился к нему с просьбой принять его в КПИ на основании своего членства в КПФ. Фам Ван Ба связался с Парижем через Ханой.
В августе 1953 года Салот Сар вступил в ряды Народно-революционной партии Камбоджи. Вначале он стал работать в отделе массовой пропаганды, а затем посещал школу для партийных кадров. По словам Фан Ван Ба, сказанным впоследствии, Салот Сар «был молодым человеком средних способностей, но с амбициями и жаждой власти».
К псевдониму «Пол» Салот Сар начал прибегать ещё в 1950-е годы, псевдоним «Пол Пот» он начал использовать в 1976 году.
Этимология псевдонима «Пол» — вероятнее всего, Салот Сар использовал название малой народности на северо-востоке Камбоджи (фр. Pols, регион Khmers Leu), а вторая часть (Пот) появилась для благозвучности.

### Партизанская война
C февраля 1963 года Салот Сар — Генеральный секретарь Коммунистической партии Кампучии. С середины 1960-х годов группа Салот Сара в партии пошла на установление тесных контактов с КНР и перестройку деятельности партии на маоистский лад. Значительную роль в партии стала играть «банда шестерых» — Салот Сар (Пол Пот), Иенг Сари, Сон Сен и их жёны — Кхиеу Поннари, Иенг Тирит, Юн Ят.
Коммунистическая партия Кампучии имела 3 уровня организации: центральный комитет, партийные ячейки и относительно массовое движение. Использовалось конспиративное наименование партии — «Ангка». Партии были присущи коллективный способ принятия решений, конспиративный характер подбора кадров, максимальная анонимность. КПК издавала и распространяла нелегальные газеты.
В 1967 году в провинции Баттамбанг, традиционном оплоте сопротивления властям, вспыхнуло крестьянское восстание, подавленное правительственными силами и мобилизованными на расправы чиновниками и горожанами. Восстание было использовано коммунистической партией Камбоджи, известной, как «красные кхмеры», для развёртывания вооружённой борьбы против Сианука. Сторонники Салот Сара (Пол Пота) в партии и повстанческая Революционная армия Кампучии стали ядром так называемых красных кхмеров. Борьба с королевской армией велась при поддержке Северного Вьетнама. Численность партии быстро росла, в неё в массовом порядке вступали малограмотные и совершенно неграмотные молодые крестьяне, которые уже показали себя в вооружённых акциях.

### Падение режима Лон Нола
Когда американский Конгресс приостановил военную помощь правительству Лон Нола в 1973 году, красные кхмеры (выходцы из красных земель — горных районов Кампучии) стали правящей партией в Камбодже. Руководство жизнью страны осуществляла «Ангка лоэу» — «Верховная организация», во главе которой стояли семейные кланы — Пол Пот, Иенг Сари, Кхиеу Самфан, Сон Сен и их жёны.
В середине января 1975 года части НОАК развернули массированное наступление против правительственных сил. В этом наступлении приняло участие 70 тыс. человек. Пол Пот позднее писал: «Мы отважились на это наступление, потому что полностью контролировали и ситуацию противника, и свою собственную».
1 апреля 1975 года красные кхмеры овладели городом Неаклуонг в 50 км от Пномпеня. В тот же день Лон Нол и более 30 высокопоставленных чиновников и генералов покинули столицу, перебравшись на американскую базу Утапао в Таиланде, а оттуда через Индонезию на Гавайские острова. По рекомендации американского посла 11-12 апреля 1975 г. из Пномпеня на 36 вертолётах под охраной морских пехотинцев США были вывезены 82 американских гражданина.
Тем временем части НОАК форсировали Меконг в районе Наеаклуонга, и, подойдя вплотную к Пномпеню, начали интенсивный ракетно-артиллерийский обстрел аэропорта Почентонг; 14 апреля они заняли его. 17 апреля части красных кхмеров вступили в Пномпень.
После победы Пол Пот говорил, что

Ни один человек в целом мире не верил в нас. Все твердили, что нападение на Пномпень станет нелёгким делом, что атака на американских империалистов — задача трудная; нам не хватало оружия и боеприпасов. Никому и в голову не приходило, что мы можем это сделать— 
Бескомпромиссная позиция, которую занял Салот Сар в отношении правительства Лон Нола, создание под его руководством боеспособной армии и партии, сумевший сплотить и привлечь на свою сторону беднейших крестьян, а также его роль в организации ведения вооружённой борьбы и т. п. привели красных кхмеров к конечному успеху. По мнению Д. Пайка, именно после 17 апреля 1975 года Салот Сар превратился в «харизматического лидера кровавой, но успешной крестьянской революции, которая получила реальную народную поддержку».

### Во главе государства

#### Переселение людей из городов в деревни
Практически сразу после взятия столицы все жители 2,5 миллионного Пномпеня в течение 72 часов были выселены из столицы.
Вопрос о выселении людей из города в сельскую местность поднимался ещё летом 1971 года на заседании ЦК ККП, но не был тогда одобрен. Однако в феврале 1975 года, за несколько месяцев до взятия столицы, на закрытом заседании второго национального конгресса НЕФК план по выселению людей из Пномпеня получил одобрение, не встретив никакой оппозиции со стороны руководства «красных кхмеров», за исключением протестов Ху Юна. При обсуждении данного мероприятия Салот Сар апеллировал к тому, что

Эвакуация городов — это один из важнейших факторов в сохранении плодов нашей победы. … Необходимо нейтрализовать имеющуюся в городе политическую и военную оппозицию. Если мы оставим людей в городе, то, несмотря на нашу победу, враги быстро поднимут голову и будут действовать против нас. В случае выселения их в сельскую местность во вновь организованных кооперативах они попадут под наш контроль, и инициатива окажется в наших руках— 
По его утверждению, «существование городов создаёт неравенство между жителями». Населению «поясняли», что «город — обитель порока; можно изменить людей, но не города. Работая в поте лица по корчеванию джунглей и выращиванию риса, человек поймёт, наконец, подлинный смысл жизни. Нужно, чтобы он помнил, что произошёл от рисового семени. Все кампучийцы должны стать крестьянами».
Среди людей находились те, кто пытался объяснить действия красных кхмеров тем, что на протяжении истории кхмеры четырежды меняли свою столицу, а «Пол Пот в силу чрезвычайных обстоятельств лишь следовал историческим традициям». По другой версии, которую приводят адепты красных кхмеров на Западе Дж. Гильденбранд и Г. Портер, кампания проводилась без каких-либо убийств или репрессий, а людей, наоборот, спасали от возможных эпидемий и голода. На деле сотни тысяч людей, в том числе стариков, инвалидов и беременных женщин, заставили двинуться пешком в долгий путь в условиях самого жаркого тропического сезона. Десятки тысяч были расстреляны в дороге. Многие умерли от потери сил, солнечных ожогов и голода. Остальные, прибыв к месту назначения, умирали медленной смертью. Порой в давке и неразберихе члены семей теряли друг друга.
Согласно проведённому в 1979 году исследованию, из одной группы, включавшей 100 эвакуированных столичных семей, в живых остался всего 41 %.
Вместе с тысячами жителей Пномпеня столицу покинули и родственники Салот Сара, которые ничего не знали о нём ещё с начала 1960-х гг. Его старший брат Салот Чхай, как и многие другие изгнанные, умер в пути, а другой брат Лот Суонг со своей супругой Чеа Сами добрались до своей родной провинции Компонгтом, где стали заниматься сельским хозяйством. Их единственный сын, племянник Салот Сара, Пан Тхуол умер от голода и издевательств в Баттамбанге. Из 3 млн населения Пномпеня в городе осталось лишь 20 тыс. человек, в основном солдаты, офицеры, административный аппарат. 18 апреля население покинуло Риём, 24 апреля — Пойпет, 26-28 апреля — Пайлин и т. д. Одновременно шло переселение сельских жителей из восточной части страны в западную и жителей западной зоны — в восточную. 23 апреля Салот Сар тайно въехал в обезлюдевшую столицу и расположил свой первый штаб близ железнодорожного вокзала, окружив его по периметру двойным кольцом обороны.

#### Демократическая Кампучия: создание нового общества
25-27 апреля 1975 года в Пномпене прошёл Чрезвычайный Национальный конгресс, на котором было объявлено, что новые власти намерены построить в Камбодже «национальное сообщество согласия, которое будет основано на равенстве и демократии, отсутствии эксплуататоров и эксплуатируемых, богатых и бедных, где все будут трудиться».

Придя к власти, правительство Пол Пота поставило три задачи, требующие немедленного решения:
1. Прекратить политику разорения крестьянства — основы кампучийского общества, покончить с коррупцией и ростовщичеством;
2. Ликвидировать извечную зависимость Кампучии от других стран;
3. Навести порядок в стране, всё глубже погружающейся в анархию, для чего в первую очередь надо установить жёсткий политический режим.

Всё население страны по решению народной власти было разделено на 3 основные категории.
1. «основной народ» — включала в себя жителей областей.
2. «новый народ» или «люди 17 апреля». Это жители городов и деревень, находившихся долгое время на временно оккупированной американцами территории или под контролем марионеточных сил Лон Нола. Эта часть населения должна была подвергнуться серьёзному перевоспитанию.
3. интеллигенция, реакционное духовенство, лица, служившие в государственном аппарате прежних режимов, офицеры и сержанты лонноловской армии, ревизионисты, проходившие подготовку в Ханое. Эту категорию населения планировалось подвергнуть широкомасштабной чистке.

#### Положение этнических меньшинств. Религия
В Камбодже проживают более 20 этнических групп, самой крупной из которых являются кхмеры. Народы Камбоджи активно участвовали в гражданской войне и внесли свой вклад в победу над лонноловским правительством. Согласно Керману, этнические меньшинства «составляли более 15 % [дореволюционного] камбоджийского населения». Многие телохранители Пол Пота являлись выходцами из этнических групп. Как отмечал Таинг Ким Мен, телохранителями Пол Пота были выходцы из меньшинств; когда они говорили на кхмерском языке, он «не мог разобрать ни слова». К примеру, в 1967—1975 гг. телохранителем Пол Пота был Фи Фуон — этнический джараец; есть также сообщение о телохранителях — выходцах из племени тапуон. И тем не менее, в период правления красных кхмеров этнические меньшинства страны подверглись массовому истреблению. В директиве «Ангки» провинциальным властям указывалось:

Кампучийская революция — это одно целое. Одним целым является и кампучийская нация. Единственным языком является кхмерский язык. Отныне в Кампучии более не существуют какие-либо национальности… Поэтому жители должны заменить свои имена на имена, свойственные кхмерской расе. Языки, этнические особенности, одежда, привычки и религия бывших национальностей должны решительно искореняться. Лица, не подчиняющиеся приказу, будут нести всю полную ответственность за это.
— Современный революционный процесс в странах Индокитая, Новейшая история Кампучии
В принятой в 1976 году конституции Демократической Кампучии ничего не было сказано о каких-либо этнических группах. В издававшемся в Пекине полпотовском журнале утверждалось, что «народ Демократической Кампучии состоит из кхмеров (99 % населения) и многочисленных национальных меньшинств, живущих вместе одной большой семьёй, сплочённой в деле защиты и строительства страны».
Массовым уничтожениям подверглись лао, расселённая в районе Пайлина народность кула (бирманцы) и другие. Если тайское меньшинство, населяющее юго-западную провинцию Кохконг, в начале 1975 года составляло около 20 тыс. человек, то после 7 января 1979 года в живых остались лишь 8 тыс. тайцев.
Особо подверглись преследованию вьетнамцы, тем более, что Кампучия развернула с соседним Вьетнамом «пограничную войну». Тысячи вьетнамцев были убиты, многие — изгнаны. По свидетельству австралийского учёного и журналиста Уилфреда Бэрчетта, находившегося длительное время во Вьетнаме, «всего с 17 апреля 1975 по 20 октября 1978 года из Кампучии в СРВ перешло почти 270 тыс. вьетнамцев, большинство которых были обессиленные, страдавшие дистрофией люди». Сливинский говорит об исчезновении 37,5 % вьетнамцев и 38,4 % китайцев.
Жестокому преследованию подверглись мусульмане (в частности, чамы (тямы) и малайцы), часть из которых сотрудничала ещё с режимом Лон Нола. Начиная с октября 1975 года все чамы были выселены с мест своего проживания в отдалённые районы, а названия населённых пунктов чамского происхождения сменили на кхмерские. Позднее чамов расселяли только в окружении кхмеров из расчёта одна чамская семья на 19 кхмерских. Им категорически запрещали разговаривать на своём родном языке, вынуждали отказываться от своих обычаев и следования своей культуре. Более того, чамам запрещали встречаться между собой и заключать браки в своей общине, а их детей отдавали на воспитание в кхмерские семьи. Б. Киернан считает, что погибла половина чамов, Сливинский приводит цифру 40,6 %.
Не осталась в стороне и религия. Конституция Кампучии гласила: «Категорически запрещаются реакционные религии, наносящие вред Демократической Кампучии и кампучийскому народу».
Преследованию подверглись основная религия — буддизм, а также ислам, исповедуемый чамами и малайцами, и христианские общины. 18 апреля 1975 года в пагоде Пранг был убит верховный глава буддийской секты маханникай Хуот Тат. После пыток были зверски убиты глава мусульман имам Хари Рослос и его помощники хаджи Сулейман и хаджи Мат Сулейман. Коран и другие религиозные книги были сожжены. Чамов в качестве наказания заставляли выращивать свиней, а пытавшихся возражать расстреливали. Все 114 мечетей Камбоджи были разрушены и разорены полпотовцами, ряд из которых взорвали при помощи динамита, снесли бульдозерами или превратили в свинарники. Один из представителей Ангки убеждал крестьян:

Будда не родился в Камбодже. Почему же в таком случае кхмеры должны следовать религии, пришедшей из Индии? Именно поэтому наша революционная партия категорически отказывается почитать буддийскую религию. Все мы, братья, следующие за революционным Ангка, должны отказаться от буддизма, потому что он враждебен Ангка и является идеологией, выработанной империалистами— 
Численность католиков в Камбодже, по подсчётам Сливинского, сократилась на 48,6 %.

#### Антиправительственные выступления. Оппозиция
Уже с первых месяцев прихода красных кхмеров к власти они столкнулись с выступлениями протеста, которые постепенно стали приобретать широкий и массовый характер. В сентябре 1975 года восстали жители провинции Сиемреап.
В ноябре тямы подняли восстание в деревне Треа. Деревню сравняли с землёй, а оставшихся в живых тямов казнили путём разбивания голов мотыгой.
В феврале 1977 года 650 солдат 170-й дивизии, в компетенцию которых входила оборона Пномпеня, подняли мятеж, который был подавлен. Командира дивизии Ча Края расстреляли, троих других руководителей заживо сожгли на столичном стадионе.
В апреле вспыхнуло восстание в Чикренге, в провинции Сиемреам, продолжавшееся неделю, но оно также было жестоко подавлено. В выступлениях стали принимать участие и представители правящей власти. 6 офицеров одного из полков (включая Хун Сена) в мае 1977 года перешли на территорию Вьетнама и предложили свои услуги в борьбе с режимом Пол Пота. В Кохконге началось восстание во главе с одним из партийных руководителей провинции Сай Бутхонгом, которое вылилось в партизанское движение, серьёзно мешавшее транспортному сообщению и экспортным поставкам риса. В 1978 году в одном из военных округов страны восстание возглавил 1-й заместитель председателя Государственного президиума Сор Пхим.

#### Конфликт с Вьетнамом. Свержение
17 апреля 1975 года красные кхмеры вступили в Пномпень. Одновременно северовьетнамские войска в ходе масштабного наступления разбили южновьетнамцев и 30 апреля заняли Сайгон, воссоединив две части страны и завершив таким образом многолетнюю Вьетнамскую войну. После победы вьетнамских коммунистов политика Китая по отношению к своему южному соседу стала меняться. Практически сразу начавшиеся между Кампучией и Вьетнамом вооружённые столкновения рассматривались среди американских чиновников в контексте советско-китайского раскола. Советник президента США Збигнев Бжезинский 8 января 1978 года назвал этот конфликт «войной через посредников» («proxy war») между СССР и Китаем.
Ко всему прочему Китай считался внешнеполитическим союзником Кампучии, в то время как Вьетнам являлся просоветски ориентированным государством. Заместитель министра иностранных дел Вьетнама Фан Хнен в интервью газете «Асахи» виновником начала кампучийско-вьетнамского конфликта назвал Китай. Благодаря пекинской помощи полпотовская армия возросла с 50 тыс. человек в 1975 году до 70 тыс. в 1977 году
1 мая красные кхмеры вторглись на вьетнамскую территорию в различных районах между городами Хатьен и Тэйнинь. 4 мая они высадили десант на вьетнамском острове Фукуок, а 10 мая оккупировали остров Тхотю. В июне того же года, в ходе своего визита во Вьетнам, Пол Пот на переговорах объяснил высадку кампучийских войск на Фукуоке незнанием командирами линии прохождения границы.
Помимо внешнеполитического аспекта, увеличению напряжённости в кампучийско-вьетнамских отношениях способствовал крайний национализм красных кхмеров, особо проявлявшийся по отношению как к вьетнамской общине страны, так и к соседнему Вьетнаму. Более того, взяв на вооружение националистическую риторику, руководство страны пыталось решить внутренние проблемы, обвиняя во всём Вьетнам и вьетнамцев. Пол Пот даже заявил, что Вьетнам — это «наш враг номер один, наш традиционный враг и он должен быть разгромлен любой ценой».
Идя дальше, Пол Пот в своих публичных выступлениях апеллировал к славному историческому прошлому истории Камбоджи, к периоду существования Ангкорской империи, охватывавшей территории нынешних Камбоджи, Вьетнама, Таиланда и Лаоса. Он призывал к борьбе за возрождение этого государства «в её былых границах». В одном из документов того периода в качество одной из первоочередных задач ставится необходимость «организовать провокации и вторгнуться на территорию кхмер-кромов и в Сайгон, а затем — оккупировать эти районы». Сам Пол Пот по пномпеньскому радио заявил: «ещё при своей жизни я надеюсь освободить Сайгон».
С апреля 1977 по декабрь 1978 года практически на всей 1100-километровой кампучийско-вьетнамской границе фактически развернулась «пограничная война». Кампучийские войска вторгались на 10 км вглубь территории Вьетнама и крайне жестоко расправлялись с мирными жителями. Например, после набега кампучийцев на одну из деревень, расположенных неподалёку от вьетнамского пограничного города Хатьен, в одной из хижин были обнаружены убитыми трое женщин и трое детей, причём у женщин были вспороты животы. Лежавший рядом листок бумаги гласил: «Это наша земля». Крупнейшая трагедия произошла в апреле 1978 года в селении Батюк, провинция Анзянг (юг Вьетнама), в результате нападения были убиты 3157 жителей деревни, и только несколько смогли спастись от убийц. Большинство жертв (в том числе женщины и дети) были расстреляны или жестоко казнены.
Сжигая дома, убивая людей и уничтожая посевы, полпотовцы стремительно уходили назад, когда к месту атаки подходили регулярные части вьетнамской армии. В декабре 1977 года вьетнамские силы продвинулись в глубь территории Кампучии до города Свайриенг. 31 декабря официальный Пномпень объявил о разрыве дипломатических отношений с Ханоем.
Параллельно в Кампучии развернулась активная антивьетнамская пропаганда. В 1977—1978 годах в армии и среди населения, а также в средствах массовой информации распространялись пропагандистские лозунги антивьетнамского характера: «Вьетнам для Кампучии — враг номер один!», «Готовы воевать с Вьетнамом 700 лет!», «За нами — 800 миллионов китайцев!», «Кампучиец, убей 30 вьетнамцев, и мы победим!».
Одна из распространявшихся в пограничных районах во вьетнамской провинции Тэйнинь листовок гласила: «Помните, что это исконно кампучийская территория. Кампучия будет простираться до Сайгона».
10 мая 1978 года в одной из передач пномпеньского радио с гордостью сообщалось, что «до настоящего времени мы уже смогли достигнуть цели: „1 к 30“, то есть 30 убитых вьетнамцев за одного кампучийца. Нам достаточно пожертвовать 2 млн кхмеров, чтобы уничтожить 50 млн вьетнамцев».
22 декабря 1978 года кампучийская армия при поддержке танков и артиллерии атаковала вьетнамский город Беншой (провинция Тэйнинь) с целью овладеть административным центром провинции и проложить себе путь в глубь территории Вьетнама. На следующий день в интервью, данном корреспонденту «Вашингтон пост» Элизабет Беккер, Пол Пот сказал: «Мы атакуем их (вьетнамцев) для того, чтобы помешать им проникнуть в некоторые районы нашей территории. Но если бы им удалось туда проникнуть, то им было бы трудно уйти оттуда».
Вьетнамское руководство, рассматривавшее Демократическую Кампучию как угрозу своей национальной безопасности, начало подготовку к вторжению на территорию соседней страны. 25 декабря мотострелковые и танковые части Вьетнамской народной армии перешли кхмерскую границу и, не встречая серьёзного сопротивления, при поддержке артиллерии и авиации стали быстро продвигаться по территории Камбоджи. В массированном наступлении было задействовано 14 вьетнамских дивизий. На встрече 29 декабря с марксистско-ленинской делегацией из Канады Пол Пот предрёк «неизбежное поражение» вьетнамцев и заявил, что в войне замешан и «Варшавский пакт».
1 января 1979 года в Пномпене можно было услышать артиллерийскую канонаду. 2 января вьетнамцы попытались похитить Нородома Сианука, но были обстреляны охранявшими его кампучийцами, после чего бывшего короля сразу эвакуировали из города на северо-запад. Однако 5 января его вернули в столицу, где у него состоялась встреча с Пол Потом. В этот же день Пол Пот распространил заявление с призывом к «продолжительной народной войне [с] советской международной экспансией и Варшавским пактом».
За Сиануком был специально послан китайский Боинг, который вывез бывшего короля с его приближёнными из столицы и стал последним самолётом, вылетевшим из города. В 8 часов утра 7 января, за несколько часов до вступления вьетнамских войск в Пномпень, сотни чиновников низшего ранга сели на поезд и покинули столицу. В вагоны были посажены также раненые солдаты, которых привезли из госпиталя. Пол Пот покинул Пномпень на вертолёте. И. Фандара, также севший на поезд, в воспоминаниях писал, что около 9 часов утра он «увидел два вертолёта, вылетавших из Пномпеня в том же направлении, что ехали мы. Я наблюдал за ними, пока они не исчезли за горизонтом».
В тот же день первая дивизия вооружённых сил ЕФНСК во взаимодействии с вьетнамскими частями вошла в Пномпень. Режим красных кхмеров, правивший страной 3 года 8 месяцев и 20 дней, был свергнут. Пришедшая при вьетнамской поддержке новая коммунистическая власть во главе с Хенг Самрином 11 января провозгласила создание Народной Республики Кампучия.

#### «Трагический результат»
15 июля 1979 года в Пномпене был организован Народно-революционный трибунал для рассмотрения преступлений геноцида, совершённых лидерами красных кхмеров. Спустя 2 месяца, 19 августа, Народно-революционный трибунал признал Пол Пота и Иенг Сари виновными в геноциде и заочно приговорил их к смертной казни с конфискацией всего имущества.
В ходе процесса трибунал обвинил китайское руководство в том, что правящие круги этой страны являлись вдохновителями и соучастниками проводившейся красными кхмерами политики. Присутствующий в ходе процесса член коллегии адвокатов Верховного суда США Х. Р. Стивен сказал, что «китайские руководители должны вместе с Пол Потом и Иенг Сари сесть на скамью подсудимых как соучастники преступления».
Оценки количества погибших за 3,5 года правления красных кхмеров расходятся.
Многие лидеры красных кхмеров до конца жизни отрицали факт геноцида либо не признавали огромность числа погибших людей; рядовые члены порой утверждали, что им было неизвестно о том, что происходило в стране. В своём последнем интервью, данном в декабре 1979 года, Пол Пот утверждал, что «вследствие наших ошибок при осуществлении политики народного благоденствия не могло погибнуть больше нескольких тысяч камбоджийцев». Ссылаясь на партийные проблемы, Пол Пот впоследствии обвинял в произошедшем вьетнамцев и их агентов — людей с «телом камбоджийца и умом вьетнамца», предавших революцию. В официальной брошюре 1987 года Кхиэу Сампхан уточнял, что 3000 жертв стали результатом «ошибок», ещё 11 000 казнённых были «вьетнамскими агентами» и 30 000 — «проникшими к нам вьетнамскими агентами». Там же говорилось, что вьетнамские оккупанты якобы убили в 1979—1980 годах «примерно полтора миллиона человек». Более того, среди дошедших до нас письменных материалов не известен ни один уцелевший документ, который был бы лично подписан Пол Потом.
В 1995 году военный, присутствовавший на организованной Пол Потом учебно-подготовительной встрече, рассказал в интервью Дэвиду Эшли:

Однажды во время недельных занятий в Таиланде… я спросил о 1975—78 годах, потому что у меня всегда спрашивали, почему он убил так много людей. Он сказал, что ситуация тогда была очень запутанная, у нас ещё не было законов и порядка, мы были как дети, которые только учились ходить… Он сказал: «Я отвечал за всё, так что вина лежит на мне, но, товарищ, покажи мне хотя бы один документ, доказывающий, что лично я был ответственен за эти смерти»— 
Бывший президент Лон Нол придерживался цифры «два с половиной миллиона» погибших, а бывший генеральный секретарь Народно-революционной партии Кампучии, занимавший пост главы правительства НРК, Пен Сован назвал цифру в 3 100 000 человек, принятой НРПК и вьетнамской пропагандой. Дэвид Чэндлер приводит от 800 000 (каждый 10-й) до миллиона (каждый 8-й) мужчин, женщин и детей. По подсчётам Кирнана погибло 1 500 000 человек.
В протоколе Комиссии по расследованию преступлений от 25 июля 1983 года сказано, что за период между 1975 и 1978 гг. погибло 2 746 105 человек, из которых 1 927 061 крестьян, 305 417 рабочих, служащих и представителей иных профессий, 48 359 представителей национальных меньшинств, 25 168 монахов, около 100 писателей и журналистов, а также несколько иностранцев. Ещё 568 663 человека пропали без вести и либо погибли в джунглях или похоронены в массовых захоронениях. Количество убитых оценивается в 3 374 768 человек. Кроме того, более 200 000 детей стали сиротами.
Хотя Народно-революционный трибунал вынес свой вердикт относительно режима Пол Пота — Иенг Сари ещё в 1979 году, суд над руководителями красных кхмеров начался лишь в XXI веке. В 2006 году был учреждён трибунал, перед которым предстали главный идеолог красных кхмеров Нуон Чеа («брат № 2»), экс-заместитель премьер-министра, экс-министр иностранных дел Иенг Сари («брат № 3»), его супруга экс-министр по социальной защите Иенг Тирит, экс-председатель президиума Кхиеу Сампхан («брат № 5»), начальник «Тюрьмы безопасности 21» («S-21», Туольсленг) Канг Кек Иеу.

### Провьетнамский режим Хенг Самрина
После потери Пномпеня силы «красных кхмеров» отступили на запад, к кампучийско-тайской границе. Этот район стал местом их базирования на следующие два десятилетия. По данным министерства обороны НРК, в течение 6 месяцев с момента свержения режима красных кхмеров в ходе успешных операций были убиты, захвачены, либо добровольно сдались в плен 42 тыс. солдат и офицеров бывшего правительства; был ликвидирован генеральный штаб в Амлеанге, уничтожены последние крупные опорные базы полпотовцев в провинции Поусат и остатки прежнего флота, скрывавшиеся в речных рукавах провинции Кахконг.
Казалось, что красным кхмерам был нанесён серьёзный удар, но в сложившихся условиях у Пол Пота появилась поддержка не только со стороны Китая, но также Таиланда и США, которые разделяли его враждебность к Вьетнаму. Опасаясь вторжения вьетнамских войск, Таиланд сошёлся с Китаем на условии, что он предоставит убежище красным кхмерам в обмен на прекращении китайской помощи Компартии Таиланда, ведущей партизанскую войну в стране. США, установившие на фоне советско-китайского раскола дружеские отношения с Пекином, не противодействовали китайско-тайской договорённости, а наоборот, поддержали присутствие делегации Пол Пота в ООН. Для самого Пол Пота главной целью теперь стало изгнание из страны вьетнамских войск.
Благодаря китайской помощи красные кхмеры смогли перевооружиться и переформировать свои отряды. К 1983 году они сумели восстановить 9 своих дивизий и даже создали специальную группировку «Ронсае» для действий в глубоком тылу.

### Руководитель сопротивления
Пол Пот оставался лидером движения красных кхмеров после их поражения и вытеснения в 1979 году из большинства районов Камбоджи. Его представители входили в «Коалиционное правительство Демократической Кампучии», признававшееся ООН до начала 1990-х гг. как законное правительство Камбоджи.
Его влияние начало сходить на нет после начала процесса национального примирения под контролем ООН. От Пол Пота стали отходить влиятельные сторонники, среди которых был Кхиеу Сампхан. В 1997 году по приказу Пол Пота был убит вместе со всеми членами семьи Сон Сен. Его смерть спровоцировала бунт в руководстве красных кхмеров. По приказу Та Мока Пол Пот был помещён под домашний арест, в присутствии корреспондентов над ним был проведён суд, в ходе которого его публично обвинили в предательстве.

### Смерть
Со слов Та Мока, Пол Пот скончался 15 апреля 1998 года от сердечной недостаточности. Медэкспертиза, однако, впоследствии показала, что смерть наступила в результате отравления. Также есть версия, что он погиб в джунглях от болезни либо покончил с собой.
Несмотря на требования правительства предоставить тело для детального обследования и подтверждения факта, что смерть не является инсценировкой, оно было кремировано с личными вещами (тростью и бумажным веером) спустя несколько дней в Анлонгвэнге. Позже на место кремации Пол Пота приходили неоднократно паломники, молившиеся за упокой души покойного лидера Камбоджи.

### Память
Режим Пол Пота признаётся в Камбодже виновным в совершении массовых преступлений против человечности, в том числе в преследовании инакомыслящих и массовых казнях противников режима. Тем не менее, в современной Камбодже значительная часть населения всё ещё считает Пол Пота выдающимся государственным и политическим деятелем: так, в 2008/2009 учебном году около 1/3 студентов Пномпеньского университета включили Пол Пота в число величайших камбоджийцев. Для некоторых камбоджийцев ностальгия по временам Пол Пота считается своеобразной формой протеста против разрухи, нищеты и гражданской войны, с которыми противники Пол Пота так и не смогли покончить; вместе с тем многие из сторонников признаю́т, что их родственники также были замучены при «красных кхмерах».

## Семья
Отец — Пек Салот, зажиточный кхмерский крестьянин.
Мать — Сок Нем, крестьянка
Первая жена (с 1956 по 1979) — Кхиеу Поннари (1920—2003), политик и общественный деятель («сестра № 1»), член Коммунистической партии Кампучии, «мать революции красных кхмеров».
Вторая жена (с 1985) — крестьянка
- Дочь — Сита, она же Сар Патчада (род. 1986), которая в настоящее время[когда?]

 живёт на северо-западе Камбоджи, близ границы с Таиландом, и ведёт богемный образ жизни. 16 марта 2014 года было объявлено о её замужестве[91].

## Физическое и психическое здоровье
Исследователь Дэвид Чэндлер выделял следующие черты характера Пол Пота:
- Властолюбие[92];
- Склонность к самоанализу[93];
- Скромность[94];
- Самоконтроль[94].

Отмечалось, что Пол Пот был одержим секретностью, сокрытием своей настоящей личности и страхом убийства. Шорт утверждал, что он «наслаждался тем, что притворялся тем, кем не был, — безымянным лицом в толпе». Так, он часто пользовался псевдонимами в течение своей политической карьеры, среди известных: Пук, Хэй, Пол, 87, Дядюшка, Старший Брат, Первый Брат, а в более поздние годы он использовал псевдонимы 99 и Фем. Сам Пол Пот считал, что «чем чаще вы меняете своё имя, тем лучше. Это сбивает врага с толку». В более поздние годы он скрывал и фальсифицировал многие подробности своей жизни.
Согласно официальной биографии Пол Пота, опубликованной в сентябре 1978 года Департаментом прессы и информации Министерства иностранных дел Демократической Кампучии, Пол Пот любил жить и работать в спокойствии, у него был «сильный дух единения», он проявлял «революционный оптимизм» и был «глубоко и твёрдо уверен в народе, в массах, особенно в бедных крестьянах».
В детстве его брат характеризовал его как человека с мягким характером и уравновешенного, в то время как одноклассники вспоминали, что Пол Пот был посредственным, но приятным. Как учителя, ученики характеризовали его как спокойного, честного и убедительного, обладающий «очевидным добродушием и привлекательной индивидуальностью». По словам Шорта, разнообразное и эклектичное воспитание Пол Пота означало, что он «умел непринуждённо общаться с людьми всех типов и сословий, устанавливая инстинктивный контакт, который неизменно вызывал у них желание понравиться ему». Многие наблюдатели отмечали его характерную улыбку. Выступая перед публикой, он обычно держал в руках веер, который в камбоджийской культуре традиционно ассоциировался с монашеством.
Пол Пот говорил тихо. Во время выступлений он был спокоен и невозмутим, даже когда использовал жестокую риторику. Чэндлер отмечал, что при встрече с людьми Пол Пот проявлял «видимую теплоту» и был известен своими «медленно произносимыми словами». Конг Дуонг, работавший с Пол Потом в 1980-х годах, сказал, что тот был «очень приятным, по-настоящему хорошим человеком». Он был дружелюбен, и всё, что он говорил, казалось очень разумным. Отмечается, что он никогда не обвинял или ругал людей в лицо.
Пол Пот страдал от бессонницы. Он страдал от малярии и кишечных заболеваний, из-за которых несколько раз в год болел, пока был у власти.
Любимым французским поэтом Пол Пота был Поль Верлен.
Чэндлер предположил, что семь лет, которые Пол Пот провёл в основном в лагерях в джунглях среди своих товарищей-марксистов, оказали значительное влияние на его мировоззрение и «вероятно, укрепили его чувство собственной значимости». Он стал придерживаться националистических взглядов и мало интересовался происходящим вне Камбоджи. С тех пор у него развилось самодовольство, он отвергал компромиссы и всякие попытки прийти к общему согласию в споре. Шорт предположил, что Пол Пот вместе с другими высокопоставленными членами «красных кхмеров» занимался «прославлением насилия» и рассматривал кровопролитие как «причину для ликования».
Пол Пот хотел, чтобы у его последователей развилось «революционное сознание», которое позволило бы им действовать без его указаний, и часто разочаровывался, когда они не проявляли его. Отчасти из-за того, что он не доверял подчинённым, он контролировал все события, тщательно проверяя такие вещи, как меню государственных приёмов или расписание радиопередач.
Хотя некоторые сторонники Пол Пота хотели создать культ его личности, как в других подобных коммунистических диктатурах, это так и не удалось. Хотя некоторые его бюсты и картины были созданы в начале войны с Вьетнамом, в Камбодже никогда не писали о нём песен и пьес, его фотография не была включена в партийную литературу, и не публиковались его «мысли». Чендлер считал, что предложенный культ личности «так и не стал полномасштабным» во многом потому, что «самореклама нелегко давалась Пол Поту», предположительно из-за его характерного индивидуализма.

### Книги
- История Кампучии. Краткий очерк. — М.: Наука, 1981. — 254 с.
- Бектимирова Н. Н. Кризис и падение монархического режима в Кампучии (1953—1970). — М.: Наука, 1987. — 237 с.
- Бектимирова Н. Н., Дементьев Ю. П., Кобелев Е. В. Новейшая история Кампучии. — М.: Наука, 1989. — 228 с. — ISBN 5-02-016678-2.
- Дементьев Ю.П. Кампучия: крах маоистского эксперимента. — М.: Международные отношения, 1979. — 56 с.
- Идлинг П. Улыбка Пол Пота. Путешествие по Камбодже красных кхмеров. — М.: Corpus, 2014. — 288 с. — ISBN 978-5-17-082375-8.
- Мосяков Д. В. История Камбоджи. XX век.. — М.: Институт востоковедения РАН, 2010. — 743 с. — ISBN 978-5-89282-404-0.
- Мосяков Д. В. Кампучия: особенности революционного процесса и полпотовский «эксперимент». — М.: «Наука», 1986. — 163 с.
- Чэндлер Дэвид П. Брат номер один: Политическая биография Пол Пота / Пер. с англ. Татьяны Давыдовой. — Екатеринбург: «Ультра.Культура», 2005. — 432 с. — ISBN 5-9681-0038-9.
- Шорт, Филип. Пол Пот: История кошмара. — 2004. — ISBN 978-0719565694..

### Статьи
- Косиков И. Г. Геноцид в Кампучии // Расы и народы. Вып. 11. — М., 1981. — С. 57—89.
- Пол Пот: биография, правление в Камбодже, красные кхмеры. Геноцид Пол Пота Архивная копия от 10 июня 2020 на Wayback Machine

### Видеоматериалы
- Документальный фильм «Пол Пот, кто он?» из серии «Великие злодеи мира». Архивная копия от 14 марта 2019 на Wayback Machine
- Пол Пот Путешествие на поля смерти Архивная копия от 14 марта 2019 на Wayback Machine
- Смерть Пол Пота (репортаж программы Время от 16 апреля 1998) на YouTube
- Убить Пол Пота (недоступная ссылка)
- Бэкграунд: Кампучия. Правда и ложь Архивная копия от 14 марта 2019 на Wayback Machine
- Жизнь после войны: бывший солдат «красных кхмеров»… (репортаж Euronews) Архивная копия от 14 марта 2019 на Wayback Machine